# Musée des timbres et des monnaies de Monaco
Le musée des timbres et des monnaies de Monaco est un musée fondé en 1950 par le prince Rainier III de Monaco, pour exposer ses collections particulières de pièces de monnaie, médailles, billets et de timbres de l’histoire philatélique et postale de Monaco,.

## Histoire

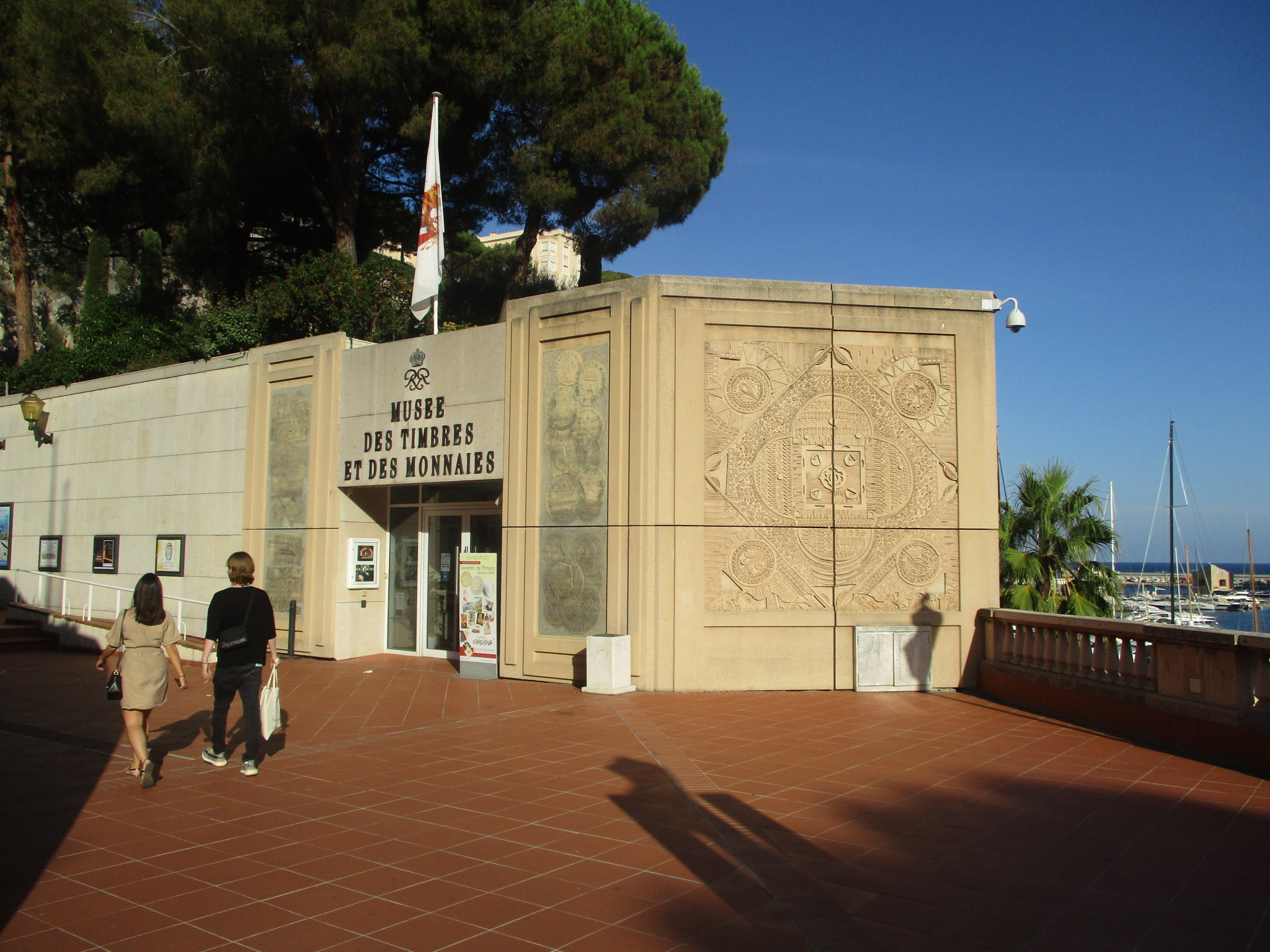

Le révérend G.G. Barbier assemble une importante collection de timbres de Monaco à la fin du XIXe siècle, avec entre autres quelques timbres sardes antérieurs à 1860 (alors utilisés en Principauté),. Le prince Albert Ier de Monaco rachète cette collection à la suite de sa disparition, considérablement enrichie par son fils héritier et successeur Louis II de Monaco. Le prince Rainier III de Monaco (petit-fils héritier de ce dernier) en hérite et l'enrichit à son tour, et fonde ce musée dans son palais de Monaco en 1950. Il fonde et inaugure l'actuel musée en 1996, sur les « Terrasses de Fontvieille », au pied du Rocher de Monaco, face au port de Fontvieille, et voisin du musée naval de Monaco (en).
Le musée est créé par l'Ordonnance souveraine n° 11.809 du 14 décembre 1995.

## Collections
Les collections sont exposées sur deux grands espaces :

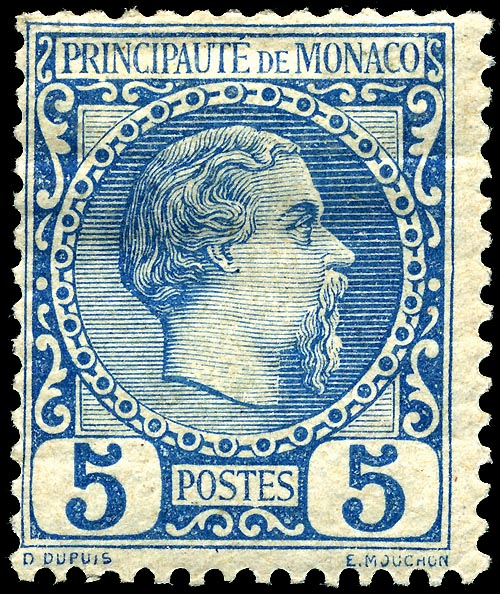
Premier timbre monégasque de 1885, de 5 centimes à son effigie, créé par le prince Charles III de Monaco

### Grande salle d’exposition
Exposition de deux collections :
- pièces et monnaies (franc monégasque, euro et Monaco, pièces en euro de Monaco);
- toute la production philatélique monégasque, des origines de 1885 à nos jours, toutes les maquettes et essais de couleur (histoire philatélique et postale de Monaco)...
- des machines et des outils de gravure et de fabrication de timbres et monnaies[8]

### Salle des timbres rares
Exposition de pièces de valeur inestimable, dont :
- premières monnaies monégasques de 1640 du prince Honoré II de Monaco[9]
- « une bande de 5 du 5 francs du prince Charles III de Monaco »
- une enveloppe expédiée de Menton le 12 avril 1851 avec un exemplaire de la première émission du timbre sarde, alors utilisé en Principauté

Le musée accueille également de nombreuses expositions temporaires et manifestations mondiales de philatélie et de numismatique,.